# 保加利亚国家历史博物馆
42°39′17.91″N 23°16′14.89″E / 42.6549750°N 23.2708028°E

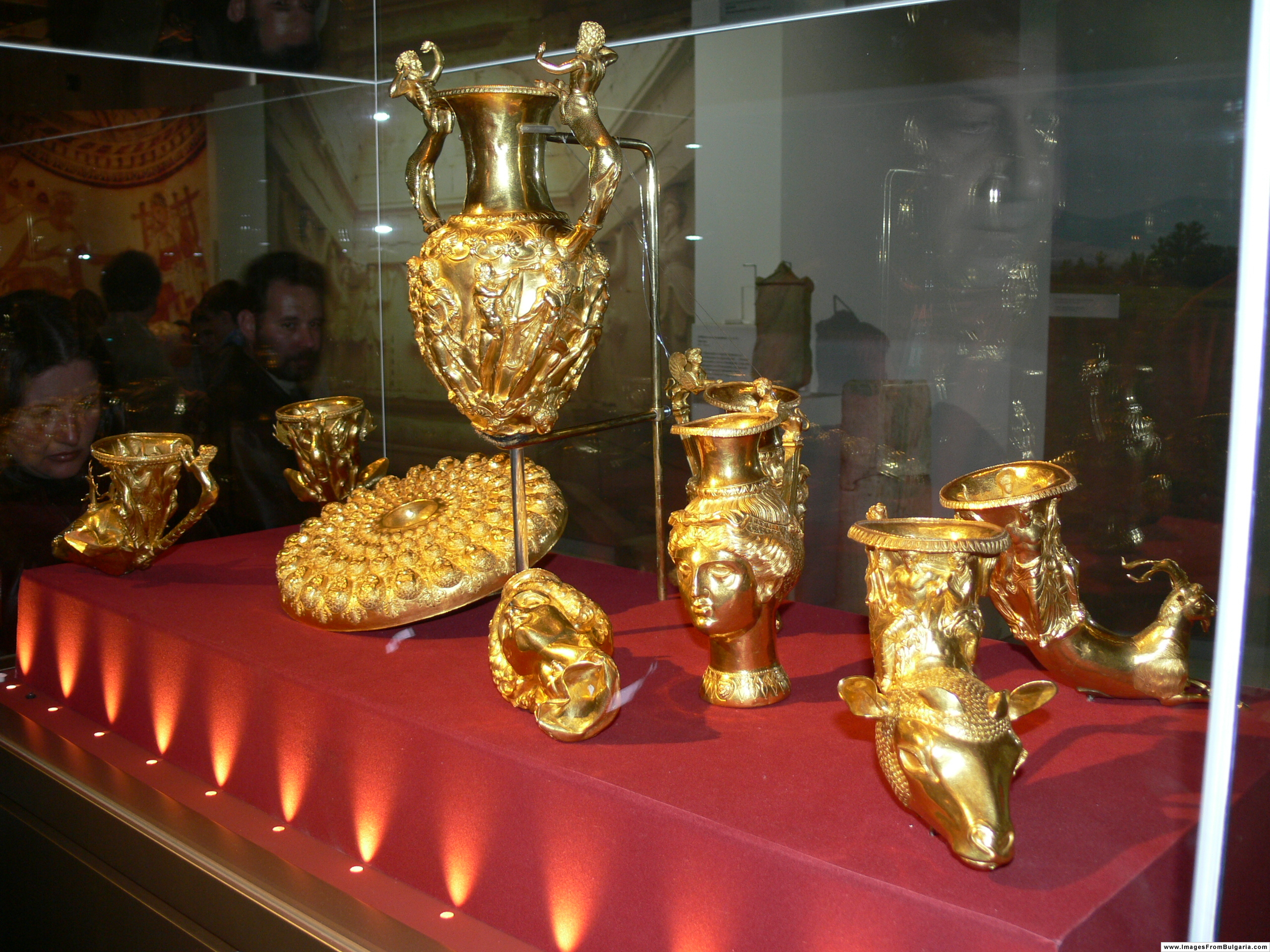
博物馆内藏品

保加利亚国家历史博物馆（Natsionalen istoricheski muzey）是一家位于保加利亚首都索非亚的历史博物馆，也是该国最大的博物馆。

## 历史
博物館的建築體前身是保加利亞共產黨領導人日夫科夫的官邸。该馆成立于1973年5月5日，而第一次展览举行于1984年，为庆祝保加利亚1300年的历史。至1998年，博物館皆設址於現在的索菲亞法院大樓內。日夫科夫去世後，政府挪用其官邸建築為博物館現址。该馆藏有约650,000件有关美术，历史等文物，现展出的占总量的10%。
保加利亚国家历史博物馆内有餐厅商店，也专门对文物进行保护和修复。
著名的历史学家博日·季米特洛夫曾任该馆主管。